# Maimón
Maimón es un municipio de la República Dominicana, que está situado en la provincia de Monseñor Nouel.

## Geografía
Maimón está situado entre los ríos Maimón, La Leonora, río Yuna y el río Zinc, formado como un pequeño valle y bordeado de montanas, entre las que se encuentran: la loma de La Peguera, Loma Mala, La Lomita, Loma Siete Cabezas y otras menores.

## Distritos municipales
Está formado por el distrito municipal de:
| Nombre | Código   |
| ------ | -------- |
| Maimón | 02280201 |

## Límites
Municipios limítrofes:
|              | Norte: Cotuí       |             |
| Oeste: Bonao |                    | Este: Cotuí |
|              | Sur: Piedra Blanca |             |

	Límites. Maimón como municipio limita al oeste con el municipio de Piedra Blanca en el kilómetro 5 de la carretera que los une, y con la provincia de Sánchez Ramírez por el este con el río Zinc y por el norte con el río Yuna.

## Historia
Antes del descubrimiento de América, los pueblos originarios de la zona estaban establecidos cerca de Maimón, en “El Pino” a orillas del río Maimón. A la desaparición de los indígenas se establecieron familias españolas y de los municipios adyacentes.
A principios de la década de 1990 y debido a los desalojos que se produjeron en Hatillo para la construcción de la presa de Hatillo y la extracción de oro en los campos de los Cacaos, en Pueblo Viejo, Cotui (Prov. Sánchez Ramírez), hubo a principio de la década de los 90, una gran emigración a este municipio.
El 17 de agosto de 1925, la Sección de Maimón fue erigida en distrito municipal dependiente de Cotuí. Empero, el 29 de enero de 1932 se le suprimió la categoría de distrito municipal y volvió a ser sección de la misma común. Al constituirse la provincia Monseñor Nouel, Maimón junto con el poblado de Piedra Blanca formaron parte de esa nueva división territorial.

## Población
El municipio de Maimón cuenta con una población de 18,952 habitantes, de los cuales poco más de la mitad son hombres (50.7%), y el 49.3% mujeres. Esta es una población joven, ya que el 60.6% de la población tiene menos de 30 años, (ONE, 2010). 

## Economía
El municipio de Maimón cuenta con fuentes de empleo, sin dejar de reconocer que hay un reducido número de empleados y obreros en las instalaciones mineras de Falconbridge y Rosario Dominicana ahora Barrick Gold Corporation, cerro de Maimón, Sococo Dominicana de Costa Rica. Además el Municipio cuenta con varias sucursales de Bancos y Cooperativas entre los que se encuentra: Cooperativa de Ahorros y Créditos Maimón (CoopMaimon), Asociación Bonao de Ahorros y Préstamos (Abonap), BanReservas, Cooperativa de Emprendedores, Banfondesa, Banca Solidaria entre otros.
Destaca también la agropecuaria, el 37.7% de la población se dedica a ello, especialmente a la producción de cacao. Con respecto al nivel de ingreso de los productores, la mediana de los ingresos mensuales del grupo de beneficiarios es de 21 243 pesos y su media es 30 444 pesos.

## Vivienda
Con respecto a las condiciones de las viviendas, el censo reporta que al 2010 el 77.7 % de las viviendas tenían paredes de concreto, en tanto que un 20.4 % las tenía de madera. El zinc es el material predominante en los techos de esta comunidad, ya que se reportó que el 74.9% de las viviendas tienen techo de zinc, y un 24.8% lo tiene de concreto. Otros materiales presentes en los techos de las viviendas de esta comunidad incluyen asbesto cemento, yagua y otros. En cuanto al material del piso, predomina el cemento en el 85.1% de las viviendas, con un 7.8% reportando tener piso de mosaico y un 5% piso de cerámica; apenas el 1.8% tiene piso de tierra, (ONE, 2010). 

## Comunicación
El municipio cuenta con varios medios digitales informativos como Naticias Maimón, maimonense.com, turismomaimon.com, Live BG Digital Network, Royal Visión,  entre otros que mantiene unidos a todo los ciudadanos que viven dentro y fuera del Municipio. Otro medio de comunicación es MaimonTV, canal por cable que opera en la frecuencia 3 de TELECASA y NouelDigital.com a nivel provincial.
Cuenta también con 3 estaciones radiales: La del Pueblo F.M., Radio Maimon y Trueno F.M., y 3 compañías de internet por fibra óptica: Wimas, White y Telecasa.

## Fiestas
Las fiestas patronales están dedicadas a San Isidro Labrador, y duran 8 días.
Maimón celebra las fiestas carnavalescas todos los años durante un mes, desde finales de enero con la elección de la reina y  el desfile de camisetas hasta finales de febrero.
En el municipio de Maimón se celebra una de las más grandes premiaciones pueblerinas que se celebran en la república Dominicana: Premios Maimón, donde se reconocen personalidades y entidades a nivel local y nacional.

## Deporte
Cuenta con un mini complejo deportivo que posee multiuso, estadio de béisbol, canchas abiertas y otras instalaciones en los barrios Buenos Aires y Puerto Rico. Existen también varios estadios de béisbol en otras comunidades.

## Educación
Con respecto al nivel de educación de esta población, un 87.6% de la población mayor de 15 años sabe leer y escribir, en tanto que un 7.2% reportó nunca haber asistido a la escuela. Un 42.7% reportó la educación primaria como el nivel educativo más alto al que asistió, en tanto que un 38.5% dijo haber asistido a la escuela secundaria y el 15.0% a la Universidad, (ONE, 2010). 